# Jan Struther
Jan Struther a fost pseudonimul lui Joyce Anstruther, mai târziu Joyce Maxtone Graham și în cele din urmă Joyce Placzek (n. 6 iunie 1901 - d. 20 iulie 1953), o scriitoare engleză cel mai notabilă pentru crearea personajului D-na Miniver și a câtorva imnuri, cum ar fi "Lord of All Hopefulness". A fost fiica politicianului liberal Henry Torrens Anstruther.

## Legături externe
- Arbore genealogic Arhivat în 4 aprilie 2013, la Wayback Machine.
- Portret